# Jesse Waugh
Jesse Waugh  (Berkeley. 6 de mayo de 1974) es un artista estadounidense que trabaja en pinturas, cinematografía, escritura y música. Su cortometraje El Angel fue exhibido en la quinta edición del Festival LA Freewaves celebrado en el Museo de Arte Contemporáneo de Los Ángeles, y su trabajo ha aparecido en televisión y otros medios.

## Biografía
Waugh nació en Berkeley, California el 6 de mayo de 1974. Al comienzo de los años noventa, estudió en Los Ángeles City College, Pasadena City College, East Los Angeles College, y City College of San Francisco. Durante este tiempo, Waugh comenzó a trabajar en varios medios y combinaciones de arte. Su cortometraje El Angel, grabado en forma de cine mudo antiguo, crónicas de nacimiento, clímax y muerte de Los Ángeles, comentando como la codicia corrompe al arte y el comercio; el cortometraje fue exhibido en la Quinta Edición del Festival LA Freewaves en 1997 (celebrado en el Museo de Arte Contemporáneo de Los Ángeles). Después de graduarse de la Universidad Estatal de San Francisco en el 2000, y luego de esto pasando algún tiempo en Europa, Waugh retornó a los Estados Unidos. Waugh participó en la exhibición Máster en Bellas Artes de la Universidad de Brighton en 2015.[cita requerida]
Los cortometrajes de Waugh y su trabajo físico han sido usados para ilustrar proyectos educacionales. Creó prismas artísticos que aparecieron como material educacional en el documental Rocket Science de la BBC en 2009. En 2012, un vídeo que grabó en la Selva Lluviosa del Amazonas fue usado en el primer episodio del programa Access 360° World Heritage del canal National Geographic. Una de sus pinturas, una reelaboración de la pintura de Martin Johnson Heade, fue usada como portada del libro The Rise and Fall of the Trevor Whitney Gallery de Lauren Rabb.

### Estilo conceptual

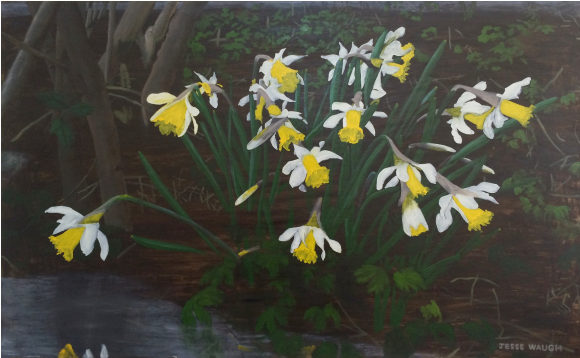
Pseudonarcissus, óleo sobre lienzo

Waugh emplea el término latino “pulcrismo” (que cita a The Athenaeum y diarios de John Barton) para describir su trabajo; él define el término como una teoría artística que idealiza la belleza como propósito del arte. El Pulcrismo, como lo describe Waugh, contrasta con el movimiento Stuckismo y la celebración de la fealdad que él clama tomó lugar en el modernismo.

## Exposiciones

### Cinematografía
- 1997 – Exposición grupal, El Angel – Quinto Festival LA Freewaves.[cita requerida]
- 2003 – Proyección de cine artístico, Nanay – Centro para Estudios Medioambientales, Universidad de Brown, en Rhode Island[11]
- 2008 – Proyección de cine artístico, El Angel y Hydrophobe, Premios Pill – Ciudad de Nueva York

### Arte visual
- 1997 – Exposición individual – Exhibición Libre Galería No Prostitución (Free Exhibition Not Prostitution Gallery), Los Angeles[12]
- 2015 – Exposición grupal, Posthumous – Universidad de Brighton, Inglaterra, Reino Unido[13]
- 2015 – Exposición, Butterflies – Ingeborg Verlad, Horn-Bad Meinberg, Alemania[14]
- 2015 – Exposición grupal, Beauty Sublime, Galería Grand Parade – Brighton, Inglaterra, Reino Unido[15][16]

## Trabajo escrito
- Jesse Waugh: Portrait of an Artist and His Strivings for Pulchrism (2011), ISBN 978-1621545668
- Pulchrism: Championing Beauty como The Purpose of Art (2015), ISBN 978-1943730049
- Pinturas: 2013 (2013), ISBN 9781630412272
- Pinturas: 2014 (2015)
- Pinturas: 2015 (2016)